# إيما ديك
إيما ديك (بالإنجليزية: Emma Dyke)‏ هي مجدف نيوزيلندية، ولدت في 30 يونيو 1995 في إنفركارجل في نيوزيلندا.

## وصلات خارجية
- إيما ديك على موقع الاتحاد الدولي للتجديف (الإنجليزية)
- إيما ديك على موقع اللجنة الأولمبية الدولية (الإنجليزية)
- إيما ديك على موقع أوليمبيديا (الإنجليزية)
- إيما ديك على موقع اللجنة الأولمبية النيوزيلندية (الإنجليزية)